# Martin Pörksen

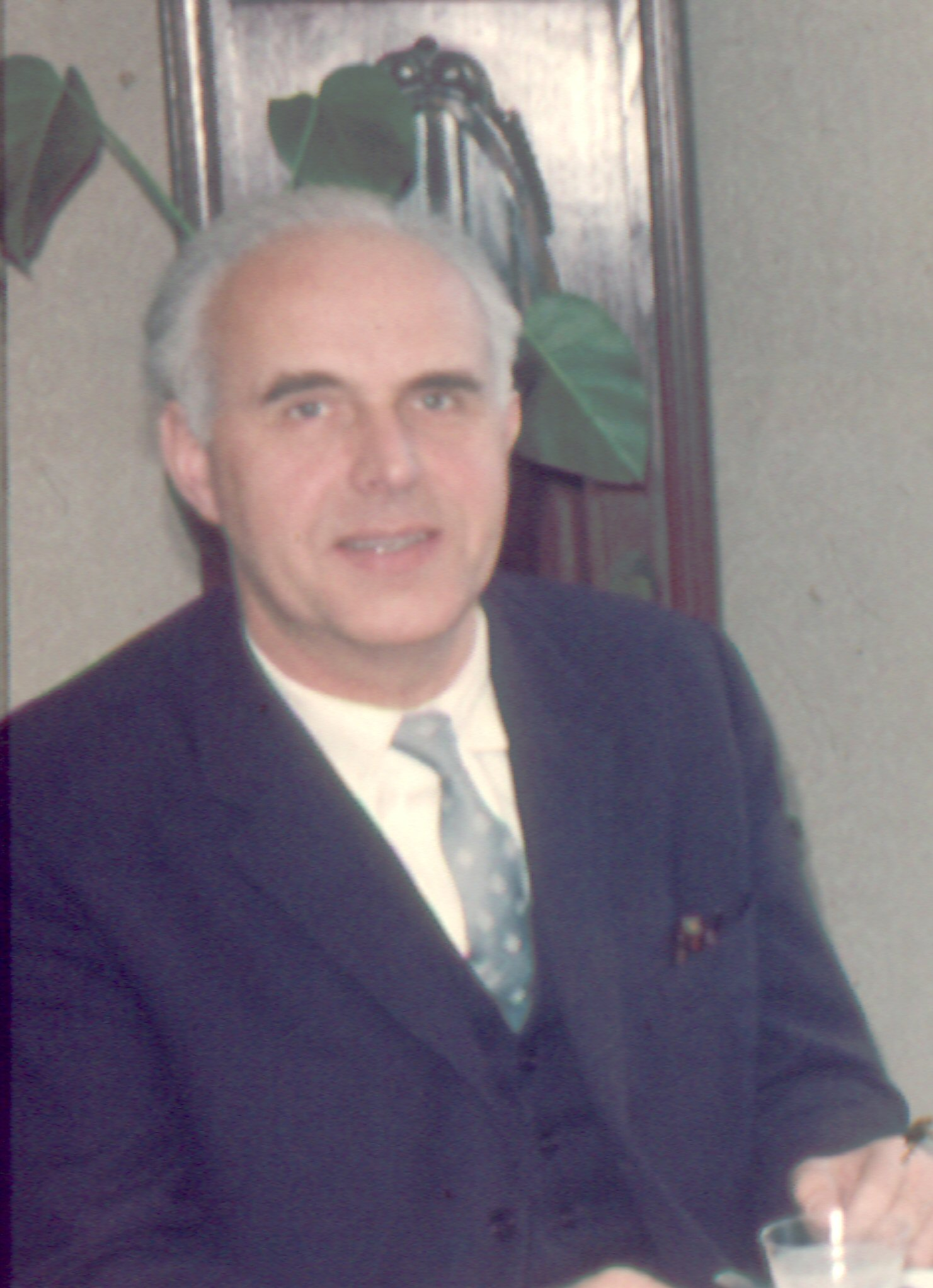
Martin Pörksen, 1958

Martin Pörksen (* 14. August 1903 in Kiel; † 14. Januar 2002 in Eckernförde) war ein deutscher lutherischer Theologe und Politiker.

## Leben und Beruf
Pörksen studierte in Tübingen, Berlin und Kiel evangelische Theologie und Nationalökonomie. Von 1927 bis 1929 war er Hauslehrer auf Schloss Luisenlund. 1930 wurde er mit der Arbeit Johann Hinrich Wichern und die sozialen Fragen zum Doktor der Politischen Wissenschaften promoviert. Im selben Jahr wurde er Pastor an der St.-Katharinen-Kirche in Gelting. 1934 wechselte er als Missionsdirektor zur schleswig-holsteinischen evangelisch-lutherischen Missionsgesellschaft nach Breklum. 1956 kam er in gleicher Position nach Hamburg. Er übernahm zusätzlich 1959 den Vorstandsvorsitz der Missionsakademie an der Universität Hamburg. Nach seiner Pensionierung 1978 wurde er Vorsitzender des „Nordelbischen Zentrums für Weltmission und kirchlichen Weltdienst“.
Während der NS-Zeit war Pörksen Mitglied des Pfarrernotbundes und einer der führenden Köpfe der Bekennenden Kirche in Schleswig-Holstein. Er war zwischen 1933 und 1934 Mitglied der Sturmabteilung (SA) und hatte einen Antrag auf Mitgliedschaft in der NSDAP gestellt. Danker und Lehmann-Himmel charakterisieren ihn in ihrer Studie über das Verhalten und die Einstellungen der Schleswig-Holsteinischen Landtagsabgeordneten und Regierungsmitglieder der Nachkriegszeit in der NS-Zeit als „angepasst-ambivalent“. Nach Kriegsende verhandelte er zusammen mit dem späteren Bischof für Holstein, Wilhelm Halfmann, im Auftrag des Bruderrates der Bekennenden Kirche mit der nach wie vor von Vertretern der Deutschen Christen dominierten amtierenden Kirchenleitung über eine Neuordnung der Ämter und Gremien in der Evangelisch-Lutherischen Landeskirche Schleswig-Holstein. Pörksen wurde Anfang September 1946 gegen seinen ausdrücklichen Willen zum Bischof von Schleswig gewählt, trat von diesem Amt aber schon am 2. November 1946 zurück, weil er weiterhin für die Mission arbeiten wollte. Auf seine Initiative geht die 1945 erfolgte Gründung des Katechetischen Seminars, das 1948 in „Breklumer Seminar für missionarischen und kirchlichen Dienst“ umbenannt wurde, zurück.
1956 verlieh ihm die Kieler Universität den theologischen Ehrendoktortitel. Martin Pörksen unternahm viele Missionsreisen und hat darüber eine große Anzahl von Publikationen verfasst.
Pörksen war seit 1930 mit seiner Frau Elisabeth („Mona“), geb. Langlo, verheiratet. Das Ehepaar hatte 5 Töchter und 8 Söhne, darunter der Sprachwissenschaftler und Schriftsteller Uwe Pörksen. Zu seinen Enkelkindern zählen Judith Pörksen Roder, Jan Pörksen, Bernhard Pörksen und Julian Pörksen.

## Abgeordneter
Pörksen gehörte als Vertreter der Landeskirche vom 26. Februar bis zum 13. März 1946 dem ersten ernannten Landtag von Schleswig-Holstein an. Er legte das Mandat aus gesundheitlichen Gründen nieder.

## Schriften
- Volksmission – die keiner kennt. In: Wolfgang Prehn (Hrsg.): Zeit, den schmalen Weg zu gehen. Zeugen berichten vom Kirchenkampf in Schleswig-Holstein, Kiel 1985, S. 109–117.
- Die Breklumer Mission – trotz Krieg im Kirchenkampf. In: Wolfgang Prehn (Hrsg.): Zeit, den schmalen Weg zu gehen. Zeugen berichten vom Kirchenkampf in Schleswig-Holstein, Kiel 1985, S. 119–127.
- Pastoren für Amerika; Breklum: Breklumer Verlag, Breklum 1980, ISBN 3-7793-0709-X.
- Trost; Breklum: Breklumer Verlag, 1975, ISBN 3-7793-0107-5.
- Übermorgen – Die Hoffnung der indonesischen Christenheit; Wuppertal: Verlag der Rheinischen Mission, 1965.
- Geduld; Breklum: Breklumer Verlag, 1964, ISBN 3-7793-0100-8.
- Juden, Christen, Muslime. Eindrücke einer Reise in den Nahen Osten; Bad Salzuflen: Verlag für Missions- und Bibelkunde, 1963.
- Das kommt von Gott; Breklum: Christian Jensen Verlag, 1962.
- Asiens Reichtum. Seine Christen. Begegnungen einer Asienreise; Breklum: Christian Jensen Verlag, 1962.
- Die Gemeinde erkennt die Mission; Gütersloh: Verlagshaus Gerd Mohn, 1961.
- Jesus in der Bibel und im Koran. Missionstheologische Überlegungen zu Neu Delhi; Bad Salzuflen: Verlag für Missions- und Bibelkunde, 1961.
- Die Weite eines engen Pietisten; Breklum: Christian Jensen, 1956
- Der neue Auftrag Persönliche Eindrücke von der Weltmissions-Konferenz Willingen 1952; Willingen: Evangelischer Missionsverlag, 1952.
- Junge Kirche im freien Indien; Breklum: Christian Jensen Verlag, 1951.
- Vom Herrn der Herrlichkeit. Tägliche Andachten aus dem Matthäus-Evangelium; Schwerin: Friedrich-Bahn-Verlag, 1937 (Neuausgabe Gerlingen: Hänssler, 2001, ISBN 3-7751-3714-9).
- Nur noch sterbende christliche Gemeinden in der Nordmark? In: Johannes Lorentzen (Hrsg.): Die Nordmark im Glaubenskampf. Eine Antwort der Kirche an Gustav Frenssen, Breklum 1936, S. 58–67; wieder abgedruckt in: Karl Ludwig Kohlwage, Manfred Kamper, Jens-Hinrich Pörksen (Hrsg.): „Ihr werdet meine Zeugen sein!“ Stimmen zur Bewahrung einer bekenntnisgebundenen Kirche in bedrängender Zeit. Die Breklumer Hefte der ev.-luth. Bekenntnisgemeinschaft in Schleswig-Holstein in den Jahren 1935 bis 1941. Quellen zur Geschichte des Kirchenkampfes in Schleswig-Holstein. Zusammengestellt und bearbeitet von Peter Godzik, Husum: Matthiesen Verlag 2018, ISBN 978-3-7868-5308-4, S. 216–225.
- Lobt Gott getrost mit Singen; Breklum: Verlag des Missionshauses in Breklum, [1934] (75 Lieder ohne Noten).
- Johann Hinrich Wichern und die sozialen Fragen; Rendsburg: Sehrohr-Verlag, 1932.